# 3-й тяжёлый бомбардировочный авиационный полк
3-й тяжёлый бомбардировочный авиационный полк, он же с 20 марта 1942 года 3-й авиационный полк дальнего действия — воинская часть вооружённых сил СССР в Великой Отечественной войне.

## История наименований
- 3-й отдельный тяжёлый бомбардировочный авиационный полк (10.06.1938 г.);
- 3-й тяжёлый бомбардировочный авиационный полк;
- 3-й авиационный полк дальнего действия (05.03.1942 г.);
- 23-й гвардейский авиационный полк дальнего действия (18.09.1942 г.);
- 239-й гвардейский бомбардировочный авиационный полк (24.12.1944 г.);
- 239-й гвардейский транспортный авиационный полк (01.08.1948 г.);
- 239-й гвардейский отдельный вертолётный полк (17.11.1959 г.);
- Войсковая часть (полевая почта) 15246.

## История
Полк сформирован 10 июня 1938 года в соответствии с приказом НКО СССР № 0017 от 21 мая 1938 года на аэродроме Боровское рядом с Починком как 3-й отдельный тяжёлый бомбардировочный авиационный полк. Основой для формирования полка послужила авиационная часть 47-й авиационной бригады особого назначения формирования 1936 года, в состав которой входили авиационные и десантные подразделения (на базе десантных подразделений бригады была сформирована 214-я воздушно-десантная бригада). На вооружении полка после его формирования находились четыре эскадрильи самолётов ТБ-3.
Два экипажа из состава полка принимали участие в конфликте на Халхин-Голе. В 1939 году полк привлекался к операции по присоединению Западной Белоруссии и Западной Украины, выполнив 342 боевых вылета. С 11 декабря 1939 года принимал участие в Зимней войне, выполнив 318 боевых и 78 транспортных вылетов. В 1940 году полк принимал участие в Присоединение Бессарабии и Северной Буковины, выполнив 327 вылетов. В ходе этой операции самолётами в том числе и 3-го авиационного полка были доставлены (парашютным и посадочным способом) десантники из числа 240-й и 201-й воздушно-десантных бригад.
К началу войны имел в наличии 41 самолёт ТБ-3 из них пять неисправных.
В составе действующей армии во время ВОВ с 22 июня 1941 по 5 марта 1942, с 20 марта 1942 по 30 марта 1942 года как 3-й тяжёлый бомбардировочный авиационный полк и с 31 марта 1942 по 18 сентября 1943 года как 3-й бомбардировочный авиационный полк дальнего действия.
Начиная с января 1942 и вплоть по июнь 1942 года силами полка обеспечивалась деятельность в тылу противника 1-го гвардейского кавалерийского корпуса. Также экипажи полка принимали участие в высадке десанта в ходе Вяземской десантной операции и дальнейшем снабжении десанта. В рамках этой деятельности силами полка обеспечивалось снабжение группировки советских войск боеприпасами, горючим, продовольствием, медикаментам, вывозились раненые.
В июле-августе 1942 года действует в основном по железнодорожным узлам Брянск, Карачев, Орёл, Курск, Харьков, Ржев. В начале августа 1942 года все исправные самолёты перебазировались на аэродром Никифоровка, откуда действовали на сталинградском направлении.
18 сентября 1943 года за боевые заслуги полк преобразован в 23-й гвардейский авиационный полк дальнего действия
Преемником полка до 1998 года являлся 239-й гвардейский отдельный вертолётный полк ВВС России.

## Подчинение
| Дата            | Фронт (округ)                  | Армия             | Корпус (группа)                                         | Дивизия                                          | Примечания |
| --------------- | ------------------------------ | ----------------- | ------------------------------------------------------- | ------------------------------------------------ | ---------- |
| 22.06.1941 года | Дальнебомбардировочная авиация | -                 | 3-й авиационный корпус дальней бомбардировочной авиации | 42-я дальне-бомбардировочная авиационная дивизия | -          |
| 01.07.1941 года | Западный фронт                 | -                 | -                                                       | -                                                | -          |
| 10.07.1941 года | Западный фронт                 | -                 | -                                                       | -                                                | -          |
| 01.08.1941 года | Дальнебомбардировочная авиация | -                 | 3-й авиационный корпус дальней бомбардировочной авиации | 42-я дальне-бомбардировочная авиационная дивизия | -          |
| 01.09.1941 года | Западный фронт                 | -                 | -                                                       | 23-я тяжелобомбардировочная авиационная дивизия  | -          |
| 01.10.1941 года | Западный фронт                 | -                 | -                                                       | 23-я тяжелобомбардировочная авиационная дивизия  | -          |
| 01.11.1941 года | Западный фронт                 | -                 | -                                                       | 23-я тяжелобомбардировочная авиационная дивизия  | -          |
| 01.12.1941 года | Западный фронт                 | -                 | -                                                       | 23-я тяжелобомбардировочная авиационная дивизия  | -          |
| 01.01.1942 года | Западный фронт                 | 1-я ударная армия | -                                                       | 23-я тяжелобомбардировочная авиационная дивизия  | -          |
| 01.02.1942 года | Дальнебомбардировочная авиация | -                 | -                                                       | 23-я тяжелобомбардировочная авиационная дивизия  | -          |
| 01.03.1942 года | Авиация дальнего действия      | -                 | -                                                       | 23-я тяжелобомбардировочная авиационная дивизия  | -          |
| 01.04.1942 года | Авиация дальнего действия      | -                 | -                                                       | 53-я авиационная дивизия дальнего действия       | -          |
| 01.05.1942 года | Авиация дальнего действия      | -                 | -                                                       | 53-я авиационная дивизия дальнего действия       | -          |
| 01.06.1942 года | Авиация дальнего действия      | -                 | -                                                       | 53-я авиационная дивизия дальнего действия       | -          |
| 01.07.1942 года | Авиация дальнего действия      | -                 | -                                                       | 53-я авиационная дивизия дальнего действия       | -          |
| 01.08.1942 года | Авиация дальнего действия      | -                 | -                                                       | 53-я авиационная дивизия дальнего действия       | -          |

## Командиры
- полковник Филиппов, Иван Васильевич[1] (1938—1942)
- полковник Зарянский Степан Павлович[2] (14.11.40 — 22.08.41)[3]
- полковник Осадченко Степан Федорович[4] (22.08.41 — 03.43)[3]
- полковник Чирсков, Борис Фёдорович (1942)
- полковник Шамраев Григорий Алексеевич[5] (03.43  —  05.45) [3]

## Отличившиеся воины полка
| Награда | Ф. И. О.                        | Должность | Звание | Дата награждения | Примечания |
| ------- | ------------------------------- | --------- | ------ | ---------------- | ---------- |
|         | Волков, Дмитрий Петрович        |           |        |                  |            |
|         | Криворотченко Сергей Данилович  |           |        |                  |            |
|         | Куракин, Николай Семёнович      |           |        |                  |            |
|         | Мосолов Александр Ильич         |           |        |                  |            |
|         | Просветов, Пётр Данилович       |           |        |                  |            |
|         | Сапожников, Владимир Васильевич |           |        |                  |            |